# Château de Dunster
Le château de Dunster est la maison historique de la famille Luttrell située dans la petite ville de Dunster, Somerset, en Angleterre.
Le colonel Walter Luttrell a donné le château et la plus grande partie de son contenu au National trust en 1976. La plupart de la propriété du château a été vendu à l'État en 1950. Le château a été classé par l'English Héritage en Grade I, en 2009 il a reçu 134 502 visiteurs.

## Historique
Il existe un château au sommet de la colline de Dunster depuis plus de 1000 ans. Le Domesday Book mentionne un édifice sur cet emplacement avant 1066.
Le château domine une colline raide dominant le village pittoresque de Dunster. La colline a été fortifiée depuis l'époque des Saxons, bien que rien ne reste maintenant de ces premières défenses. Pendant le haut Moyen Âge, la mer atteignait la base de la colline offrant une défense naturelle. Des tours et des remparts ont protégé les autres côtés.
Guillaume le Conquérant a accordé le château à William de Moyon (en) dont la famille y a vécu jusqu'à ce que le château ne soit vendu en 1376 à Elizabeth Luttrell. Ses descendants ont possédé le Château jusqu'à 1976.
Au XVe siècle, la mer avait reculé et les Luttrell ont créé un parc de cerf. Quand George Luttrell en a hérité en 1571, le château était dégradé et la famille vivait ailleurs. En 1617, il a employé l'architecte, William Arnold, pour ériger une nouvelle demeure dans la salle inférieure du château.
Pendant la Guerre civile, William Russel, 1er duc de Bedford a ordonné à Thomas Luttrell d'augmenter la garnison à Dunster pour se battre contre les forces royalistes de William Seymour, le 2e duc de Somerset qui stationnait à Minehead.
Le 7 juin 1643, les royalistes ont attaqué le château et Luttrell s'est livré, pour ensuite supporter les royalistes jusqu'à sa mort. Le colonel Wyndham en devint le gouverneur.
Robert Blake a mené les forces Parlementaires contre Dunster en octobre 1645. Il a commencé un siège qui a duré jusqu'à une reddition honorable du château en avril 1646, une garnison parlementaire y a été établie. Dunster a partagé le destin de beaucoup d'autres châteaux royalistes et a fait démolir ses défenses pour empêcher davantage l'utilisation contre le Parlement. Tout ce qui reste maintenant des fortifications médiévales sont le corps de garde impressionnant et les souches de deux tours. La maison qui a été construite en 1617 a été laissée intacte.
La maison a été modifiée et développée au cours des siècles suivants et son apparence actuelle date du XVIIIe siècle où le parc a été dessiné avec des terrasses et des folies. Beaucoup de meubles dans la maison datent aussi de cette période.

## Aujourd'hui
Le Château de Dunster abrite la collection de fraisiers du National Plant
Des panneaux solaires, ont été placés derrière les remparts sur le toit pour fournir l'électricité et rendre les locaux plus respectueux de l'environnement en 2008.